# Corridor Brussel-Wallonië
De Corridor Brussel-Wallonië is een begrip in de Belgische politiek sedert 2008.

## Situering

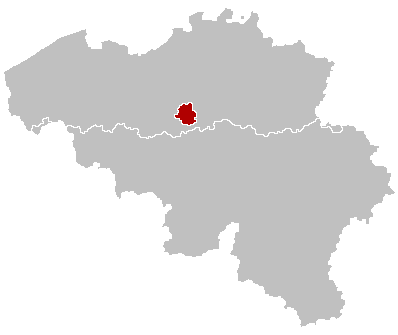
De overwegend Franstalige enclave van het Brussels Hoofdstedelijk Gewest.

De Franse Gemeenschap.

In het rood, de gemeente Sint-Genesius-Rode tussen het Brussels Hoofdstedelijk Gewest en het Waalse Gewest.

Medio 2008 is er een voorstel van de Belgische Franstalige politieke vertegenwoordigers om het sterk verfranste Brussels Hoofdstedelijk Gewest te verbinden via een corridor met het Waals Gewest. Deze corridor, een smalle strook grond dwars door het Zoniënwoud op het grondgebied van Sint-Genesius-Rode inclusief een stuk Waterloosesteenweg (de betonnen viervaksbaan N5), zou tot stand komen door een deel van deze gemeente over te dragen aan de Brusselse gemeente Ukkel. De Franstalige krant Le Soir maakte er al een gedetailleerd kaartje van.
Hierdoor zouden dan, in geval van een splitsing van België de beide gebiedsdelen verbonden zijn, zodat het Brussels Hoofdstedelijk Gewest geen enclave meer vormt in Vlaams-Brabant en dus Wallobrux op het terrein kan ontstaan. Deze corridor bestaat vandaag niet in realiteit, maar wel als idee. Dit idee vindt, volgens sommige Vlamingen, zijn oorsprong in de verlatingsangst van Wallonië bij een eventuele splitsing van het Koninkrijk België. Als tegenprestatie eisten de Vlaamse politieke vertegenwoordigers een corridor naar de eveneens ingesloten Limburgse enclave Voeren.
Naar aanleiding van deze eisen van de Franstaligen vergeleek de N-VA voorzitter Bart De Wever de corridor met een Balkanscenario dat doet denken aan het oorlogsdorp Srebrenica; Karel De Gucht sprak dan weer van Nagorno-Karabach aan de Zenne.
Deze variant van de corridor haalde zelfs The Economist (17 juli 2007) met de interpretatie van Armand De Decker: "One leader, Armand De Decker, has even suggested a route, running through a forest inhabited only by squirrels and the odd deer" (Eén politiek leider, Armand De Decker, stelde zelfs een route voor lopend door een bos dat slechts bewoond wordt door eekhoorns en een zeldzaam hert).
Begin juni 2010 stelde Joëlle Milquet dat het wenselijk is, een geografische link te voorzien tussen Brussel en Wallonië, een soort voortdurende, fysiek zichtbare corridor. In een interview in La Libre Belgique stelde zij: "Het is logisch en coherent dat Brussel en Wallonië een geografische link zouden hebben, een gezamenlijke grens. Brussel is 90 procent Franstalig en de Franse gemeenschap heeft geen homogene grens, dat gaat niet".
Medio 2011 lanceerde Olivier Maingain opnieuw de idee om een corridor tussen het Brussels Hoofdstedelijk Gewest en Waterloo aan te leggen en op die manier Brussel geografisch met Wallonië te verbinden.

## Draaiboeken
De Franstalige Belgen bedachten ondertussen verschillende modellen om deze corridor vorm te geven. Deze modellen gaan van maximalistisch tot minimalistisch. De permanente verbinding van het Brussels Hoofdstedelijk gewest met Wallonië zou als volgt kunnen plaatsgrijpen om op deze manier Wallobrux als een homogeen grondgebied vorm te geven:
- Door de overheveling van de faciliteitengemeente Sint-Genesius-Rode gelegen tussen Ukkel en Waterloo, naar Wallonië
- Door alle verbindingswegen tussen Brussel en Wallonië in Franstalige handen te laten komen. De inwoners langs deze wegen blijven dan bij Vlaanderen
- Door de openbare gronden van het Zoniënwoud te laten beheren door de gewesten als nationaal patrimonium
- Door de Waterlosesteenweg, een betonnen viervaksbaan langs het Zoniënwoud, naar Wallonië over te hevelen. Sint-Genesius-Rode verliest dan een kleine Franstalige woonwijk
- Door een gezamenlijk beheer voor de verbindingsweg tussen Brussel en Wallonië